# 郭宗清
郭宗清（1927年4月7日—2010年2月6日），中華民國海軍二級上將、外交官、美國南美以美大學碩士，生於日治臺灣臺北市，籍貫新竹縣關西鎮，為中華民國國軍留美將領之一，駐外武官出身，精通日文、英文與法文，是海軍官校史上招收的第一位臺灣本省籍學生，也是在臺灣史上第一位晉升海軍二級上將的臺灣本省人，在1996年總統直選時支持民進黨籍的彭明敏，軍中綽號「大風將軍」，臺北二中（今臺北市立成功高中）、美國陸軍參謀大學、美國陸軍情報學校資深軍官班畢業，曾任駐巴拉圭共和國大使、總統府戰略顧問、國防部聯訓部主任、國防部副部長、國防部常務次長、海軍第一軍區司令、海軍艦令部副司令、參謀本部情報參謀助理次長、海軍151艦隊長、駐日本國武官、駐埃及共和國副武官等職，公職退休後曾任世界郭氏宗親會理事長、中華軍史學會理事長、中華民國體育運動總會會長、中國國民黨中央委員會委員。

## 生平
其父為新竹縣關西鎮人，在日治時期曾任新竹警佐，後於日本人開設的法律事務所中擔任通譯，因而舉家搬到台北。1927年4月7日，郭宗清生於台北市建成圓環的瞿公真人廟附近，畢業於臺北二中（今成功高中）。1944年，曾因涉及謝娥抗日行動而被捕，日方利用郭宗清誘捕謝娥，郭宗清被臺灣總督府警方拘捕兩個多月後，以涉案輕微為由被釋放。
1946年赴南京參加海軍軍官學校招生考試，放棄國立臺灣大學政治學系的錄取，在上海就讀海軍官校39年班，為該校第一位臺灣本省籍學生，後隨學校遷往青島，廈門等地，最後遷往台灣。
1947年二二八事件，已在青島求學才躲過一劫。
郭於海軍官校畢業後繼續進修，畢業於海軍指揮參謀大學正規班15期、美國海軍情報學校高級外國軍官情報班、海軍航海學校驅逐艦艦長訓練班1期、三軍大學戰爭學院將官召訓班。
郭擔任貴陽艦長期間，只要出航外海，經常會出現大風，因此在軍中被戲稱為郭大風。1985年，晉升中將，被任命為左營海軍第一軍區司令。1987年底，晉升為海軍二級上將，同時升任國防部政務副部長。
1991年，接替王昇擔任駐巴拉圭共和國特命全權大使，是第一個擔任駐該國大使的臺灣本省人。
1994年，任中華民國體育運動總會會長。
1996年中華民國總統選舉，將選票投給了為台灣民主犧牲奉獻的彭明敏先生。

## 家庭
其元配夫人郭何雅珍女士，曾先後留學法國、日本以及美國、精通多種外國語言，曾擔任過推展外交的台北迎新會會長，活躍於多個國際婦女活動團體。其父親何榮明先生和彭明敏先生的尊翁彭清靠先生當時都為高雄名醫。由於郭宗清將軍的兄姊也是醫生，所以當時也被稱之為醫生世家的聯姻。兩人是在埃及成婚，由「中國的辛德勒」何鳳山大使證婚。而他們的媒人則是台灣的民主運動先輩、前立法委員郭國基先生。其女郭依真（Dr. Elizabeth Kuo）醫師副教授，主持美國德克薩斯大學西南醫學中心（UT Southwestern Medical Center）的血液透析部門多年，該大學並以她的名字成立醫學講座基金會紀念。
其子郭廣洋為警察大學副教授。

## 相關著作
- 《大風將軍：郭宗清先生訪談錄》

## 外部連結
- 郭宗清首位台籍將軍大使　國防外交兼長